# ليديا هال
ليديا هال (بالإنجليزية: Lydia Hall)‏ هي لاعبة غولف بريطانية، ولدت في 14 ديسمبر 1987 في بريدجند ‏ في المملكة المتحدة.

## روابط خارجية
- ليديا هال على موقع رابطة أوروبا للاعبات الغولف المحترفات (الإنجليزية)